# Red Dead
Red Dead je serija videoigara koju objavljuje Rockstar Games. Igre su vestern teme, a najnoviji naslov iz serije je Red Dead Redemption 2, koji je objavljen u listopadu 2018. za PlayStation 4, Xbox One, Microsoft Windows i Stadiu, te ima svoju online komponentu pod nazivom Red Dead Online.

## Igre
| Godina | Naslov                                | Platforme                                          |
| ------ | ------------------------------------- | -------------------------------------------------- |
| 2004.  | Red Dead Revolver                     | PlayStation 2, Xbox                                |
| 2010.  | Red Dead Redemption: Gunslingers      | —                                                  |
| 2010.  | Red Dead Redemption                   | Playstation 3, Xbox 360                            |
| 2010.  | Red Dead Redemption: Undead Nightmare | Playstation 3, Xbox 360                            |
| 2018.  | Red Dead Redemption 2                 | PlayStation 4, Xbox One, Microsoft Windows, Stadia |
| 2019.  | Red Dead Online                       | PlayStation 4, Xbox One, Microsoft Windows, Stadia |

## Zajednički elementi

### Igranje
U svakoj igri u serijalu, igrač preuzima ulogu odmetnika u godinama opadanja američkog Starog Zapada. Sva tri naslova su u trećem licu (iako Red Dead Redemption 2 također daje mogućnost igranja u prvom licu), no među njima postoje bitne razlike. Prva igra u nizu prati linearnu priču s fiksnim, ograničenim lokacijama. Red Dead Redemption, međutim, pruža igraču postavku otvorenog svijeta i daje im različite mogućnosti za istraživanje, nasumične susrete i sporedne misije. Red Dead Redemption 2 najveći je i najupečatljiviji od tri, pružajući mnogo više opcija i aktivnosti za igrača nego u prethodnim naslovima. Borba i pucnjava temeljni su dio serijala. U sve tri igre postoji veliki broj oružja, obično pušaka i revolvera. Konji, diližanse i vlakovi su primarni načini prijevoza u sve tri igre zbog razdoblja u kojem su smještene.

### Radnja
Sve igre u serijalu odvijaju se tijekom vremena Divljeg zapada. Red Dead Revolver se odvija u nepoznatom trenutku tijekom 1880-ih, dok je Redemption smješten prvenstveno u 1911. (s epilogom u 1914.), a Redemption 2 je smješten u 1899. (s epilogom u 1907.). Dok estetika i atmosfera Red Dead Revolvera podsjećaju na filmove smještene na Divljem zapadu, druge dvije igre prikazuju posljednja dva desetljeća ovog vremenskog razdoblja, dok se nove tvornice, strojevi, motorna vozila i moderna tehnologija pojavljuju diljem Sjedinjenih Američkih Država, obilježavajući modernizaciju društva. U Redemption i Redemption 2, karta prolazi kroz nekoliko promjena između dva različita vremenska razdoblja, kao što su nove kuće koje se grade i NPC-ovi koji imaju novi izgled.

## Reakcije
Ocjene
| Igra                                 | Metacritic                             |
| ------------------------------------ | -------------------------------------- |
| Red Dead Revolver                    | (PS2) 73/100 (Xbox) 74/100             |
| Red Dead Redemption                  | (PS3) 95/100 (X360) 95/100             |
| Red Dead Redemption Undead Nightmare | (PS3) 87/100 (X360) 87/100             |
| Red Dead Redemption 2                | (PS4) 97/100 (XONE) 97/100 (PC) 93/100 |

Serija Red Dead, posebice druga i treća igra, hvaljena je od strane kritičara. Red Dead Redemption s 95% ocjenom na obje web-stranice Metacritic i GameRankings, osvojio je brojne nagrade, uključujući Game of the Year od strane web-stranica GameSpy i GameSpot, i smatra se jednom od najvećih videoigara svih vremena. Recenzenti su pohvalili vizuale, glazbu, igru otvorenog svijeta i priču. Izdanje igre godine koje sadrži sav dodatni sadržaj objavljeno je u listopadu 2011.  Red Dead Redemption 2, s 97% ocjenom za obje platforme na Metacriticu, također je bio nadaleko cijenjen od strane kritičara, koji su pohvalili iste aspekte, te značajnu razinu detalja, osvojivši brojne nagrade.